# Maciej Bayer
Maciej (Mateusz) Bayer (ur. 24 lutego 1776 w Krakowie, zm. 7 grudnia 1827 w Warszawie) – major Wojska Polskiego Królestwa Kongresowego.
Był synem krakowskiego kupca Wojciecha i Agnieszki. W 1794 służył w Wojsku Polskim jako sierżant. W październiku 1797 wstąpił do Legii Włoskiej jako podporucznik. Był ranny pod Weroną 26 marca 1799, 30 lipca tegoż roku po kapitulacji Mantui trafił na 40 dni do niewoli austriackiej. Po zwolnieniu służył we Francji. Porucznikiem został mianowany 19 sierpnia 1800, kapitanem 15 lipca 1807 w Legii Polsko-Włoskiej, potem kapitanem adiutantem majora w 3 pułku, potwierdzony 20 czerwca 1808; mianowany szefem batalionu 16 lipca 1808. Po reorganizacji Legii Nadwiślańskiej 7 listopada 1808 dowodził 1. batalionem 2. pułku. Ponownie został ranny w Saragossie 27 stycznia 1809 (otrzymał postrzał w policzek). Uczestniczył w kampanii rosyjskiej 1812. W Królestwie Polskim był majorem w Korpusie Weteranów w latach 1815–1827.
Mianowany kawalerem Legii Honorowej 29 grudnia 1809 (nr 27106), 26 listopada 1810 został odznaczony Krzyżem Kawalerskim Virtuti Militari (nr 4107). Otrzymał 31 marca 1812 tytuł kawalera Cesarstwa Francuskiego i donację 2.000 franków. Jego umiejętności oficerskie dobrze oceniał Józef Chłopicki.
Oficerami Legionów Polskich we Włoszech byli też jego dwaj starsi bracia: Wojciech Rupert (ur. 7 kwietnia 1762, zm. w listopadzie 1846 w Warszawie) dosłużył się szarży porucznika, a w wojsku Królestwa Polskiego był kapitanem; Karol Józef (ur. 9 listopada 1765) był podporucznikiem Legionów.